# Герб Мишкинского района (Курганская область)
Герб Мишкинского района Курганской области Российской Федерации — официальный символ Мишкинского района. Он отражает исторические, культурные, социально-экономические, национальные и иные местные традиции.
Герб утверждён решением Мишкинской районной Думы «О гербе Мишкинского района Курганской области» 15 июня 2010 года № 41 и внесён в Государственный геральдический регистр Российской Федерации с присвоением регистрационного номера 6342.

## Описание
«В лазоревом поле — золотая стоящая косуля над оконечностью, образованной попеременно червлёно-чёрной кладкой из косвенно положенных кирпичей, мурованной золотом и имеющей зубчатый край сообразно муровке; одноцветные ряды кладки продольны щиту».
Герб Мишкинского района может воспроизводиться в многоцветном и одноцветном равнодопустимых вариантах (с вольной частью и без вольной части). Герб Мишкинского района в одноцветном варианте может воспроизводиться с шафировкой (условной штриховкой для обозначения цветов).
Герб Мишкинского района в соответствии с Методическими рекомендациями по разработке и использованию официальных символов муниципальных образований (Раздел 2, Глава VIII, п.п. 45-46), утверждёнными Геральдическим советом при Президенте Российской Федерации 28.06.2006 года может воспроизводиться со статусной короной установленного образца.

## Символика
Центр района — поселок Мишкино существует более двухсот лет, это один из старейших населенных пунктов района. В конце XIX в Мишкино была построена станция на Западно-Сибирской железной дороге. В 1944 году Мишкино был присвоен статус рабочего поселка, но уже с 1923 года поселок являлся центром района.
Золотая косуля на голубом поле символизирует Мишкинский район как богатый разнообразной флорой и фауной. Голубой цвет — цвет бескрайнего неба и водных просторов показывает большое количество водоемов на территории района. Особенно славится район озерами, среди которых есть и пресные, и соленые, обладающие целебными свойствами. Золото — символ урожая, богатства, стабильности, уважения, интеллекта.
Золото — цвет спелой нивы аллегорически говорит о Мишкинском районе как о сельскохозяйственном.
Красные и черные бруски-кирпичи в гербе аллегорически символизируют богатейшие запасы глины, пригодной для изготовления кирпича, и торфа, расположенные на территории Мишкинского района.
Серебро — символ чистоты, совершенства, мира и взаимопонимания.
Красный цвет — символ мужества, силы, труда, красоты, праздника.
Черный цвет — символ мудрости, скромности, богатых недр.

## Авторская группа
- идея герба:
  - Константин Моченов (Химки)
  - Ирина Соколова (Москва
- художник и компьютерный дизайн: Ирина Соколова (Москва)
- обоснование символики: Кирилл Переходенко (Конаково)

## История

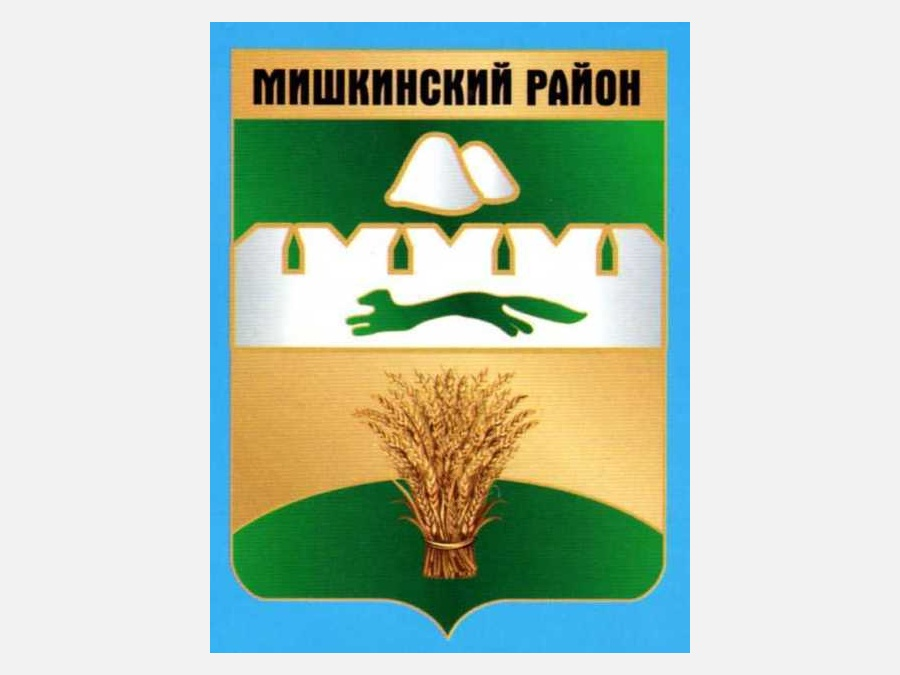
Герб Мишкинского района до 2010 года

До 2010 года был другой герб. В верхней части — герб Курганской области, в нижней — в золотом поле на зелёном холме сноп.